# Augustin Bizimana
Augustin Bizimana (Gituza, Ruanda-Urundi, 1954 - agosto de 2000, Pointe-Noire, República del Congo) fue un político ruandés buscado por su presunto papel en el genocidio de Ruanda.
Nacido en la comuna de Gituza, provincia de Byumba, Ruanda, de etnia hutu, Bizimana ocupó el cargo de ministro de Defensa en el gobierno de Juvénal Habyarimana formado el 18 de julio de 1993.
Después del asesinato de Habyarimana, Bizimana fue nombrado ministro de Defensa en el gobierno interino hasta mediados de julio de 1994. Entre sus poderes estaban el control sobre la posesión de armas por parte de la población civil y el control sobre las Fuerzas Armadas de Ruanda (FAR), el ejército del gobierno.
Bizimana fue acusado de 13 cargos de genocidio, complicidad en genocidio, exterminio, asesinato, violación, tortura, otros actos inhumanos, persecución, trato cruel y ultrajes a la dignidad personal en relación con el genocidio de Ruanda. Entre otros delitos, fue acusado de ser responsable de los asesinatos de la primera ministra Agathe Uwilingiyimana, 10 cascos azules belgas de las Naciones Unidas y civiles tutsis. Se creía que Bizimana era un fugitivo hasta mayo de 2020, cuando las pruebas de ADN mostraron que los restos humanos de una tumba en Pointe-Noire en la República del Congo pertenecían a Bizimana. Se cree que murió en Pointe-Noire en agosto de 2000.
La muerte de Bizimana constituye una "gran decepción" para los sobrevivientes del genocidio, reaccionó Alain Gauthier, líder de una asociación de víctimas de genocidios en Francia.